# کارلو پورتلی
کارلو پورتلی (ایتالیایی: Carlo Portelli; دهه ۱۵۰ – ۱۵ اکتبر ۱۵۷۴) نقاش اهل ایتالیا که دوره رنسانس بود که عمدتاً در فلورانس فعالیت می‌کرد.

## نگارخانه

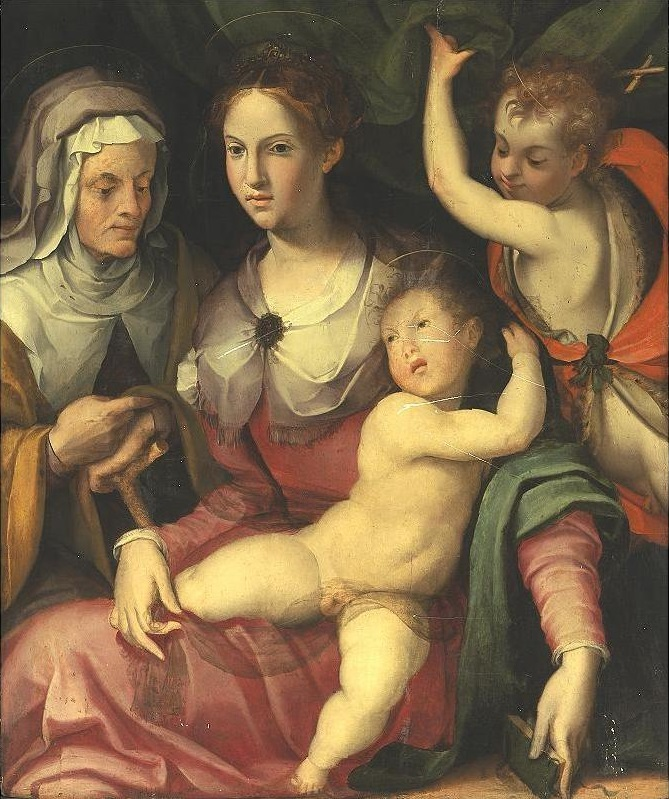
Madonna and Child with St.John the Baptist and St. Anne
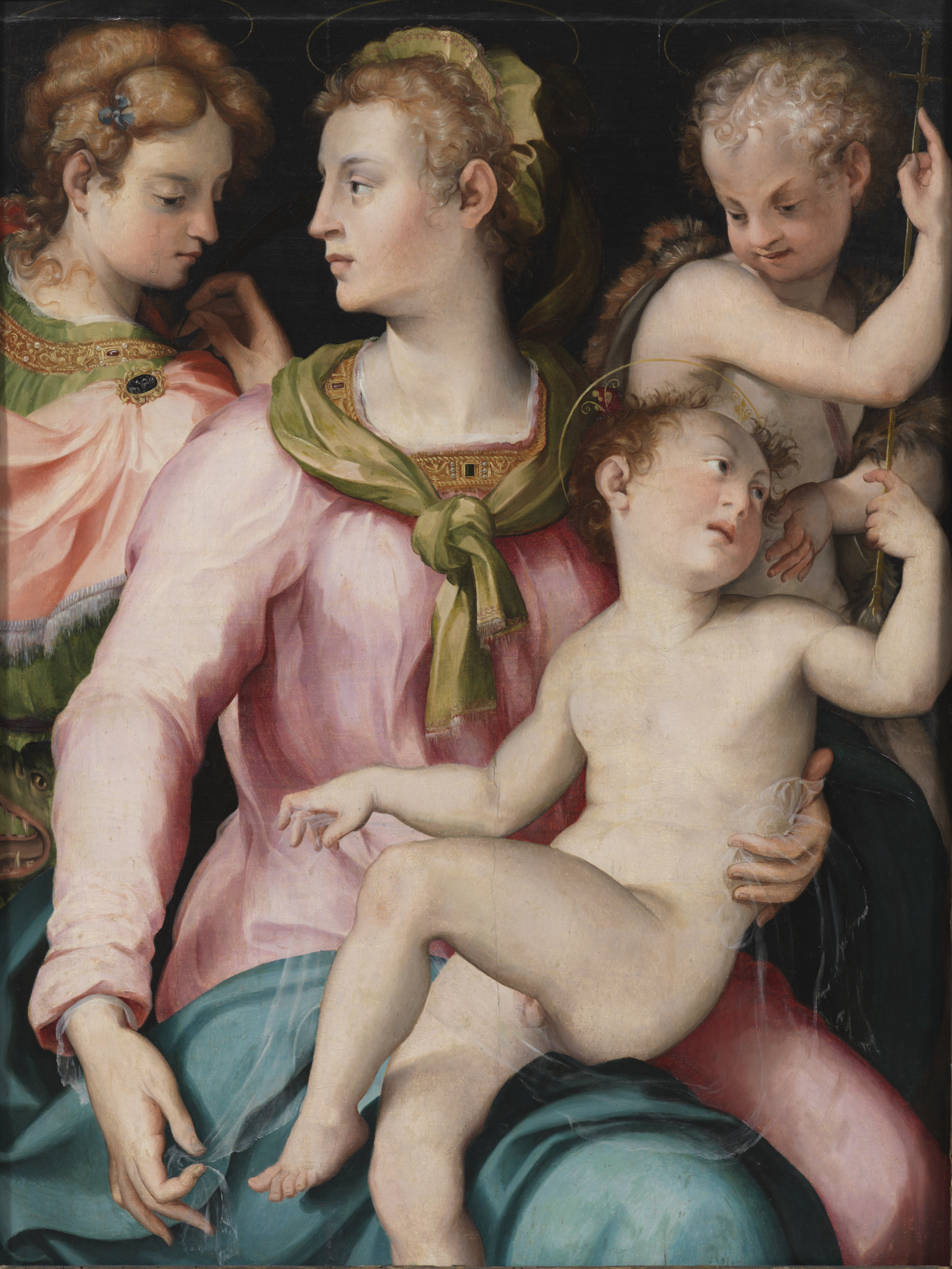
Virgin, Child, Infant John, and Saint Margaret, 1565-74, Princeton University Art Museum
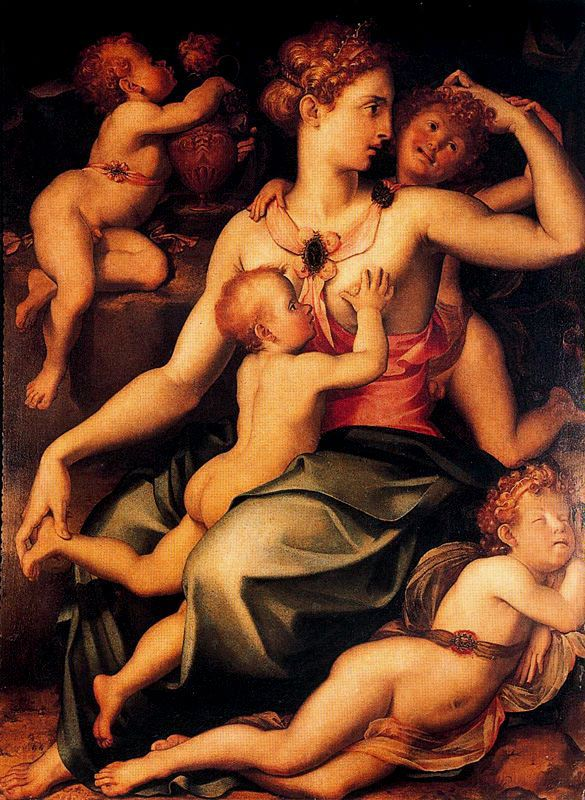
La Caridad, Prado Museum